# Taubenturm Château de Bridoire

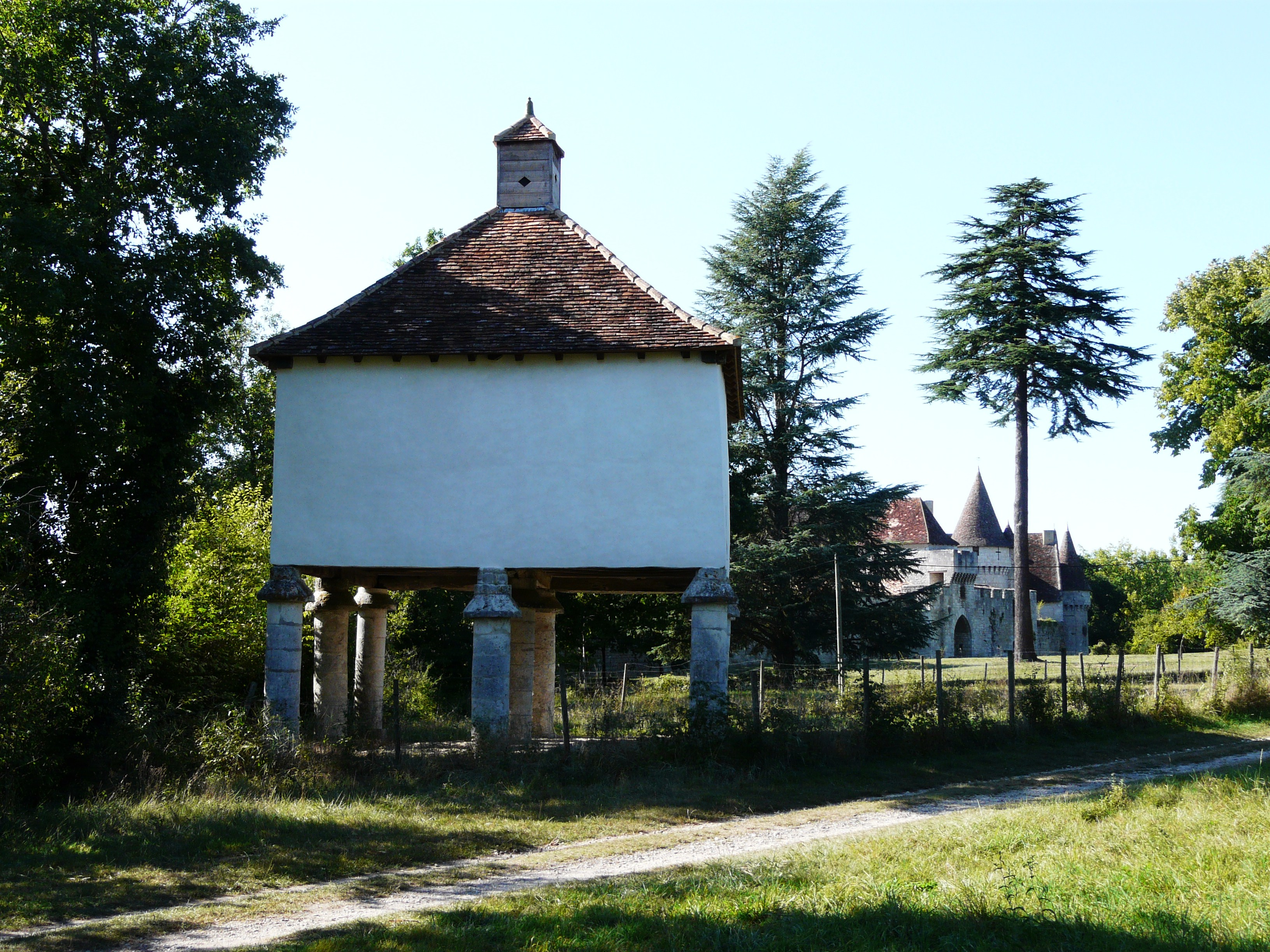
Taubenturm in Ribagnac, im Hintergrund das Schloss

Der Taubenturm (französisch colombier oder pigeonnier) des Château de Bridoire in Ribagnac, einer französischen Gemeinde im Département Dordogne in der Region Nouvelle-Aquitaine, wurde im 16. Jahrhundert errichtet. Der Taubenturm steht seit 1992 als Teil des Schlosses als Monument historique auf der Liste der Baudenkmäler in Frankreich.
Das rechteckige Taubenhaus ist verputzt. Es steht auf neun Säulen aus Steintrommeln. Das Pyramidendach wird von einer Laterne abgeschlossen.